# Landratsbezirk
Landratsbezirke waren von 1821 bis 1832, in einigen standesherrlichen Gebieten bis 1848, die unterste Stufe der staatlichen Verwaltung in den rechtsrheinischen Teilen des Großherzogtums Hessen (Hessen-Darmstadt).

## Gründung der Landratsbezirke
Im Großherzogtum Hessen bestanden nach dessen Gründung 1806 als unterste Ebene staatlicher Verwaltung und Rechtsprechung in den rechtsrheinischen Provinzen zunächst die Ämter und in der linksrheinischen Provinz Rheinhessen die Kantone weiter. 1821/22 erfolgte rechtsrheinisch eine grundsätzliche Neuorganisation. Auch auf unterster Ebene erfolgte hier nun die Trennung der Rechtsprechung von der Verwaltung: Die erstinstanzliche Rechtsprechung wurde Landgerichten, die Verwaltung Landratsbezirken übertragen. Dabei wurden in der Regel die Bezirke mehrerer Ämter zusammengefasst. Um die vorhandenen Amtsgebäude für die neue Struktur besser nutzen zu können, wurde vielfach der Sitz des Landgerichtes an einen anderen Ort als der Sitz des Landratsbezirk gelegt. Diese Aufteilung erwies sich jedoch oft als hinderlich, so dass in der Folgezeit mehrere Landratssitze verlegt wurden.
In der linksrheinischen Provinz Rheinhessen war dieser Schritt nicht erforderlich. Hier war die französische Verwaltungs- und Justizstruktur beibehalten worden, die diese beiden Zweige staatlicher Tätigkeit schon im Zuge der Französischen Revolution getrennt hatte.

## Sonderfall: Souveränitätslande
Die Standesherren verfügten in den beiden rechtsrheinischen Provinzen weiterhin sowohl in der Verwaltung als auch in der Rechtsprechung über Rechte und Pflichten. Diese Gebiete wurden als „Souveränitätslande“ bezeichnet. Die Standesherren wurden bereits 1820 verpflichtet, die Verwaltung der von ihnen regierten Souveränitätslande an die der staatlichen Verwaltung anzugleichen. Andererseits wurde den Standesherren aber auch zugesichert, dass der Staat in ihre Verwaltungen nicht eingreifen werde. Die Landratsbezirke mussten daher den Grenzen der gewachsenen ehemaligen Herrschaftsgebiete folgen. So entstanden zwei Typen von Landratsbezirken: dominiale Landratsbezirke, in denen keine standesherrlichen Vorrechte bestanden (diese wurden 1821 gebildet) und standesherrliche Landratsbezirke in den Souveränitätslanden (die Bildung erfolgte ab 1822). Eine Übersicht über alle Souveränitätslande innerhalb des Großherzogtums findet sich hier. In den Landratsbezirken der Souveränitätslande wurden die Beamten und Richter mit Zustimmung des Großherzogs durch die jeweiligen Standesherren ernannt.

## Ende
1832 erfolgte eine weitere Gebietsreform. In den Dominiallanden wurden dabei die Landratsbezirke überwiegend aufgelöst und zu Kreisen zusammengelegt. Die Landratsbezirke in den Souveränitätslanden, in denen der Staat nicht ohne weiteres in die Rechte der Standesherren eingreifen konnte, blieben zunächst bestehen.
Die verbleibenden Landratsbezirke wurden mit der Revolution von 1848 im Großherzogtum Hessen aufgelöst, als eine neue Verwaltungsstruktur geschaffen wurde die auf Regierungsbezirken beruhte, als auch viele Privilegien der Standesherren (vorübergehend) beseitigt wurden.
Als nach dem Sieg der Reaktion die Regierungsbezirke aufgelöst und die alte Verwaltungsstruktur mit Kreisen wieder eingerichtet wurde, wurden die standesherrlichen Landratsbezirke nicht wiederhergestellt, sondern in Kreise überführt.

## Liste der Landratsbezirke und zuständige Gerichte
| Landratsbezirk | Sitz              | Landgericht              | Provinz     | Heutiger Landkreis      | Bemerkungen                       |
| Alsfeld        | Alsfeld           | Alsfeld                  | Oberhessen  | Vogelsbergkreis         | bis 1829 Landratsbezirk Romrod    |
| Battenberg     | Battenberg        | Biedenkopf               | Oberhessen  | Waldeck-Frankenberg     |                                   |
| Bensheim       | Bensheim          | Zwingenberg              | Starkenburg | Bergstraße              |                                   |
| Breuberg       | Breuberg          | Höchst im Odenwald       | Starkenburg | Odenwaldkreis           |                                   |
| Büdingen       | Büdingen          | Büdingen                 | Oberhessen  | Wetteraukreis           |                                   |
| Butzbach       | Butzbach          | Friedberg                | Oberhessen  | Wetteraukreis           | später Landratsbezirk Friedberg   |
| Darmstadt      | Darmstadt         | Darmstadt                | Starkenburg | Stadt Darmstadt         |                                   |
| Dieburg        | Dieburg           | Groß-Umstadt             | Starkenburg | Darmstadt-Dieburg       |                                   |
| Dornberg       | Dornberg          | Landgericht Großgerau    | Starkenburg | Groß-Gerau              |                                   |
| Erbach         | Erbach            | Michelstadt              | Starkenburg | Odenwaldkreis           |                                   |
| Friedberg      | Friedberg         | Friedberg                | Oberhessen  | Wetteraukreis           | früher Landratsbezirk Butzbach    |
| Gießen         | Gießen            | Gießen                   | Oberhessen  | Gießen                  |                                   |
| Gladenbach     | Gladenbach        | Gladenbach               | Oberhessen  | Marburg-Biedenkopf      |                                   |
| Grünberg       | Grünberg          | Grünberg                 | Oberhessen  | Gießen                  |                                   |
| Heppenheim     | Heppenheim        | Lorsch                   | Starkenburg | Bergstraße              |                                   |
| Herbstein      | Herbstein         | Lauterbach/ Altenschlirf | Oberhessen  | Vogelsbergkreis         | ab 1825 Landratsbezirk Lauterbach |
| Hirschhorn     | Hirschhorn        | Hirschhorn               | Starkenburg | Bergstraße              |                                   |
| Hungen         | Hungen            | Hungen/ Lich/ Laubach    | Oberhessen  | Gießen                  |                                   |
| Kirtorf        | Kirtorf           | Homberg an der Ohm       | Oberhessen  | Vogelsbergkreis         |                                   |
| Langen         | Langen            | Landgericht Langen       | Starkenburg | Offenbach               |                                   |
| Lauterbach     | Lauterbach        | Lauterbach/ Altenschlirf | Oberhessen  | Vogelsbergkreis         | bis 1825 Landratsbezirk Herbstein |
| Lindenfels     | Lindenfels        | Fürth im Odenwald        | Starkenburg | Bergstraße              |                                   |
| Nidda          | Nidda             | Nidda/ Ortenberg         | Oberhessen  | Wetteraukreis           |                                   |
| Offenbach      | Offenbach am Main | Landgericht Offenbach    | Starkenburg | Stadt Offenbach am Main |                                   |
| Reinheim       | Reinheim          | Lichtenberg/ Reinheim    | Starkenburg | Darmstadt-Dieburg       |                                   |
| Romrod         | Romrod            | Alsfeld                  | Oberhessen  | Vogelsbergkreis         | ab 1829 Landratsbezirk Alsfeld    |
| Schlitz        | Schlitz           | Schlitz                  | Oberhessen  | Vogelsbergkreis         |                                   |
| Schotten       | Schotten          | Schotten                 | Oberhessen  | Vogelsbergkreis         |                                   |
| Seligenstadt   | Seligenstadt      | Steinheim/ Seligenstadt  | Starkenburg | Offenbach               |                                   |
| Vilbel         | Vilbel            | Großkarben               | Oberhessen  | Wetteraukreis           |                                   |
| Vöhl           | Vöhl              | Vöhl                     | Oberhessen  | Waldeck-Frankenberg     |                                   |
| Wimpfen        | Wimpfen           | Landgericht Wimpfen      | Starkenburg | Bergstraße              |                                   |